# Борец узко-шлемовый
Боре́ц узко-шлемовый (лат. Aconitum angusticassidatum) — многолетнее травянистое растение, вид рода Борец (Aconitum) семейства Лютиковые (Ranunculaceae).

## Распространение и экология
Ареал вида охватывает Тянь-Шань (к востоку от озера Иссык-Куль). Эндемик.
Произрастает по берегам рек.

## Ботаническое описание
Корневище в виде клубней. Стебель высотой до 40 см, толщиной до 6—7 мм, простой, прямой, круглый, у основания и в середине, весь покрытый мелким пушком из прямых белых волосков.
Нижние стеблевые листья на слабо опушённых черешках длиной 3,5—5 см, средние на коротких, длиной 1—1,5 мм, но широких, 3—4 мм черешках, верхние сидячие. Пластинка листа длиной до 4 см, шириной 4—6 см, в общем очертании округлая, почти до основания рассечённая на пять—семь к основанию клиновидно суживающихся сегментов; средний сегмент в самой широкой нерасчлененной части шириной 6—10 мм, боковые уже. Сегменты, в свою очередь, делятся на 2—5 долей, заканчивающихся длинными, туповатыми зубцами, шириной 1,5—2,5 мм.
Соцветие — конечная плотная кисть. Цветки тёмно-фиолетовые, длиной 2,6—2,8 см, шириной 1—1,4 см. Шлем слабо опушённый, узкий, высотой 17—19 мм, шириной на уровне носика 10—13 мм; боковые доли околоцветника почти округлые, слабо неравнобокие, длиной 1—1,4 см, шириной 1,2—1,3 см; нижние доли неравные, длиной 1—1,1 см, шириной 1,5—З мм и 3—б мм. Нектарники со слабо согнутым ноготком, с небольшим головчатым шпорцем и средне-вздутой, шириной 2—2,5 мм, пластинкой, заканчивающейся отогнутой кверху двулопастной губой.

## Таксономия
Вид Борец узко-шлемовый входит в род Борец (Aconitum) трибы Живокостные (Delphinieae) подсемейства Лютиковые (Ranunculoideae) семейства Лютиковые (Ranunculaceae) порядка Лютикоцветные (Ranunculales).
|  |                       |  |                                               |                                               |                                         |  | ещё четыре подсемейства (согласно Системе APG II) | ещё четыре подсемейства (согласно Системе APG II) |                                           |  |  |  | ещё 2 рода              | ещё 2 рода              |  |  |
|  |                       |  |                                               |                                               |                                         |  | ещё четыре подсемейства (согласно Системе APG II) | ещё четыре подсемейства (согласно Системе APG II) |                                           |  |  |  | ещё 2 рода              | ещё 2 рода              |  |  |
|  |                       |  |                                               | семейство Лютиковые                           |                                         |  |                                                   |                                                   | триба Живокостные                         |  |  |  |                         | вид Борец узко-шлемовый |  |  |
|  |                       |  |                                               | семейство Лютиковые                           |                                         |  |                                                   |                                                   | триба Живокостные                         |  |  |  |                         | вид Борец узко-шлемовый |  |  |
|  | порядок Лютикоцветные |  |                                               |                                               | подсемейство Лютиковые (Ranunculoideae) |  |                                                   |                                                   | род Борец, или Аконит                     |  |  |  |                         |                         |  |  |
|  | порядок Лютикоцветные |  |                                               |                                               |                                         |  |                                                   |                                                   |                                           |  |  |  |                         |                         |  |  |
|  |                       |  | ещё десять семейств (согласно Системе APG II) | ещё десять семейств (согласно Системе APG II) |                                         |  |                                                   | ещё восемь триб (согласно Системе APG II)         | ещё восемь триб (согласно Системе APG II) |  |  |  | ещё от 250 до 300 видов |                         |  |  |
|  |                       |  |                                               | ещё десять семейств (согласно Системе APG II) |                                         |  |                                                   |                                                   | ещё восемь триб (согласно Системе APG II) |  |  |  |                         |                         |  |  |